# Силицид ванадия
Силицид ванадия — бинарное неорганическое соединение металла ванадия и кремния с формулой V2Si, чёрные кристаллы, нерастворимые в воде.

## Получение
- Взаимодействие чистых веществ при нагревании:

{\displaystyle {\mathsf {2V+Si\ {\xrightarrow {T}}\ V_{2}Si}}}

## Физические свойства
Силицид ванадия образует очень хрупкие твёрдые блестящие чёрные призмы, не растворимые в воде.